# Chrysocraspeda aurimargo
Chrysocraspeda aurimargo är en fjärilsart som beskrevs av W. Warren 1897. Chrysocraspeda aurimargo ingår i släktet Chrysocraspeda och familjen mätare. Inga underarter finns listade i Catalogue of Life.